# GameRankings
GameRankings è stato un sito web che raccoglieva recensioni di videogiochi da altri siti o da riviste specializzate, e ne calcolava la media aritmetica. Nato nel 1999, erano archiviati in esso più di 14 500 titoli, ai quali sono associati un totale di 315 000 recensioni. GameRankings era di proprietà della CBS Interactive. È stato temporaneamente chiuso tra il 16 febbraio e il 2 marzo 2009; in quel periodo la grafica è stata ridisegnata con uno stile simile a quello di GameFAQs, altro sito di proprietà della CBS.
Dopo 20 anni di vita il team annunciò la chiusura del sito il 9 dicembre 2019. Lo staff passò a lavorare su Metacritic e il vecchio indirizzo del sito venne fatto rimandare a quello di Metacritic.
I dati sulle recensioni di GameRankings sono invece confluiti in GameFAQs.

## Regole per l'inclusione di siti
Una recensione poteva essere inclusa in GameRankings solo se il sito che la ospita soddisfaceva alcune regole:
- doveva avere almeno 300 recensioni archiviate, suddivise in più piattaforme, oppure 100 se tratta un solo sistema;
- doveva pubblicare almeno 15 recensioni al mese;
- doveva avere una grafica attraente e professionale;
- doveva recensire più generi di videogiochi;
- doveva possedere un dominio dedicato e un hosting professionale;
- le recensioni dovevano avere una forma corretta.